# UCI World Tour
L'UCI World Tour, entre 2009 i 2010 conegut com a Calendari mundial UCI (UCI World Ranking), és una competició ciclista creada per la Unió Ciclista Internacional. Consta d'una sèrie de curses ciclistes i un cert nombre d'equips UCI WorldTeam, cadascun dels quals està obligat a participar en cada ronda de la competició. En cada cursa s'atorguen una sèrie de punts als ciclistes segons la seva posició final en la cursa i les victòries d'etapa, els quals donen lloc a tres classificacions diferents: individual, per equips comercials i per països. Aquesta classificació es va fusionar amb l'UCI ProTour el 2011, la qual ja venia de substituir la Copa del món de ciclisme.
Els equips que no tenen categoria WorldTeam poden participar en aquestes carreres, però no sumen punts. Alhora els equips WorldTeam poden participar en altres proves de categoria inferior, però tampoc sumen punts.

## Edicions
| Any  | Equips                                               | Curses                                | Vegeu també      |
| ---- | ---------------------------------------------------- | ------------------------------------- | ---------------- |
| 2009 | 36 (18 UCI ProTeams + 18 Professionals Continentals) | 24 (14 UCI ProTeams + 10 Històriques) | UCI ProTour 2009 |
| 2010 | 35 (18 UCI ProTeams + 17 Professionals Continentals) | 26 (16 UCI ProTeams + 10 Històriques) | UCI ProTour 2010 |
| 2011 | 18 (18 UCI ProTeams)                                 | 27                                    |                  |
| 2012 | 18 (18 UCI ProTeams)                                 | 30 (29)                               |                  |
| 2013 | 19 (19 UCI ProTeams)                                 | 30 (29)                               |                  |
| 2014 | 18 (18 UCI ProTeams)                                 | 29                                    |                  |
| 2015 | 17 (17 UCI WorldTeams)                               | 28                                    |                  |
| 2016 | 18 (18 UCI WorldTeams)                               | 28                                    |                  |
| 2017 | 18 (18 UCI WorldTeams)                               | 37                                    |                  |
| 2018 | 18 (18 UCI WorldTeams)                               | 37                                    |                  |
| 2019 | 18 (18 UCI WorldTeams)                               | 37                                    |                  |
| 2020 | 19 (19 UCI WorldTeams)                               | 36                                    |                  |
| 2021 | 19 (19 UCI WorldTeams)                               | 33                                    |                  |
| 2022 | 18 (18 UCI WorldTeams)                               | 32                                    |                  |
| 2023 | 18 (18 UCI WorldTeams)                               | 35                                    |                  |
| 2024 | 18 (18 UCI WorldTeams)                               | 35                                    |                  |
| 2025 | 18 (18 UCI WorldTeams)                               | 36                                    |                  |

- Entre parèntesis les curses finalment disputades per l'anul·lació d'algunes que constaven en el calendari inicial.

## Curses
Actualment l'UCI World Tour consisteix en 36 curses.
| Cursa                             | Categoria | País                    | Anys de World Tour |
| --------------------------------- | --------- | ----------------------- | ------------------ |
| Tour Down Under                   | 4         | Austràlia               | 2009-              |
| Cadel Evans Great Ocean Road Race | 6         | Austràlia               | 2017-              |
| UAE Tour                          | 6         | Emirats Àrabs Units     | 2019-              |
| Omloop Het Nieuwsblad             | 6         | Bèlgica                 | 2017-              |
| Strade Bianche                    | 5         | Itàlia                  | 2017-              |
| París-Niça                        | 4         | França                  | 2009-              |
| Tirrena-Adriàtica                 | 4         | Itàlia                  | 2009-              |
| Milà-Sanremo                      | 2         | Itàlia                  | 2009-              |
| Volta a Catalunya                 | 5         | Catalunya               | 2009-              |
| Classic Bruges-De Panne           | 6         | Bèlgica                 | 2019-              |
| E3 Harelbeke                      | 5         | Bèlgica                 | 2012-              |
| Gant-Wevelgem                     | 4         | Bèlgica                 | 2009-              |
| A través de Flandes               | 6         | Bèlgica                 | 2017-              |
| Tour de Flandes                   | 3         | Bèlgica                 | 2009-              |
| Volta al País Basc                | 5         | País Basc               | 2009-              |
| París-Roubaix                     | 3         | França                  | 2009-              |
| Amstel Gold Race                  | 4         | Països Baixos           | 2009-              |
| Fletxa Valona                     | 4         | Bèlgica                 | 2009-              |
| Lieja-Bastogne-Lieja              | 3         | Bèlgica                 | 2009-              |
| Tour de Romandia                  | 4         | Suïssa                  | 2009-              |
| Eschborn-Frankfurt                | 6         | Alemanya                | 2017-              |
| Giro d'Itàlia                     | 2         | Itàlia                  | 2009-              |
| Critèrium del Dauphiné            | 4         | França                  | 2009-              |
| Volta a Suïssa                    | 4         | Suïssa                  | 2009-              |
| Copenhagen Sprint                 | 6         | Dinamarca               | 2025-              |
| Tour de França                    | 1         | França                  | 2009-              |
| Clàssica de Sant Sebastià         | 5         | País Basc               | 2009-              |
| Volta a Polònia                   | 5         | Polònia                 | 2009-              |
| Renewi Tour                       | 5         | Bèlgica / Països Baixos | 2009-              |
| Volta a Espanya                   | 2         | Espanya                 | 2009-              |
| EuroEyes Cyclassics               | 5         | Alemanya                | 2009-              |
| Bretagne Classic                  | 5         | França                  | 2009-              |
| Gran Premi Ciclista de Quebec     | 3         | Canadà                  | 2010-              |
| Gran Premi Ciclista de Mont-real  | 3         | Canadà                  | 2010-              |
| Volta a Llombardia                | 2         | Itàlia                  | 2009-              |
| Tour de Guangxi                   | 6         | R.P. de la Xina         | 2017-              |

### Curses desaparegudes o que ja no formen part del calendari
| Cursa                                          | País                | Anys de World Tour |
| ---------------------------------------------- | ------------------- | ------------------ |
| Tour de Pequín                                 | R.P. de la Xina     | 2011-2014          |
| Campionat del Món en contrarellotge per equips | Variable            | 2012-2015          |
| Abu Dhabi Tour                                 | Emirats Àrabs Units | 2017-2018          |
| Volta a Califòrnia                             | Estats Units        | 2017-2019          |
| Volta a Turquia                                | Turquia             | 2017-2019          |
| RideLondon-Surrey Classic                      | Regne Unit          | 2017-2019          |

## Puntuació
Les puntuacions són diferents segons les proves:
- Categoria 1: Tour de França
- Categoria 2: Giro d'Itàlia i Volta a Espanya
- Categoria 3: Milà-San Remo, Tour de Flandes, París-Roubaix, Lieja-Bastogne-Lieja i Volta a Llombardia
- Categoria 4: Tour Down Under, París-Niça, Tirrena-Adriàtica, Gant-Wevelgem, Amstel Gold Race, Tour de Romandia, Critèrium del Dauphiné, Volta a Suïssa, Gran Premi Ciclista del Quebec i Gran Premi Ciclista de Mont-real
- Categoria 5:  Strade Bianche, E3 Harelbeke , Volta a Catalunya, Volta al País Basc, Fletxa Valona, Clàssica de Sant Sebastià, Bemmer Cyclassics, Volta a Polònia, Renewi Tour i Bretagne Classic
- Categoria 6: Cadel Evans Great Ocean Road Race, UAE Tour, Omloop Het Nieuwsblad, A través de Flandes, Classic Bruges-De Panne, Copenhagen Sprint, Gran Premi de Frankfurt i Tour de Guangxi

|         | UCI WorldTour  | UCI WorldTour                          | UCI WorldTour | UCI WorldTour | UCI WorldTour | UCI WorldTour | Circuits continentals | Circuits continentals | Circuits continentals    | Circuits continentals | Circuits continentals   | Circuits continentals |
| Posició | Tour de França | Giro d'Itàlia Volta ciclista a Espanya | Monuments     | Categoria 4   | Categoria 5   | Categoria 6   | ProSeries             | 1.1 i 2.1             | 1.2 i 2.2 Jocs regionals | 1.2U i 2.2U           | Copa de les nacions U23 |                       |
| 1       | 1.300          | 1.100                                  | 800           | 500           | 400           | 300           | 200                   | 125                   | 40                       | 30                    | 70                      |                       |
| 2       | 1.040          | 885                                    | 640           | 400           | 320           | 250           | 150                   | 85                    | 30                       | 25                    | 55                      |                       |
| 3       | 880            | 750                                    | 520           | 325           | 260           | 215           | 125                   | 70                    | 25                       | 20                    | 40                      |                       |
| 4       | 750            | 600                                    | 440           | 275           | 220           | 175           | 100                   | 60                    | 20                       | 15                    | 30                      |                       |
| 5       | 620            | 495                                    | 360           | 225           | 180           | 120           | 85                    | 50                    | 15                       | 10                    | 25                      |                       |
| 6       | 520            | 415                                    | 280           | 175           | 140           | 115           | 70                    | 40                    | 10                       | 5                     | 20                      |                       |
| 7       | 425            | 340                                    | 240           | 150           | 120           | 95            | 60                    | 35                    | 5                        | 3                     | 15                      |                       |
| 8       | 360            | 285                                    | 200           | 125           | 100           | 75            | 50                    | 30                    | 3                        | 1                     | 10                      |                       |
| 9       | 295            | 235                                    | 160           | 100           | 80            | 60            | 40                    | 25                    | 3                        | 1                     | 5                       |                       |
| 10      | 230            | 180                                    | 135           | 85            | 68            | 50            | 35                    | 20                    | 3                        | 1                     | 3                       |                       |
| 11      | 190            | 155                                    | 110           | 70            | 56            | 40            | 30                    | 15                    |                          |                       |                         |                       |
| 12      | 165            | 130                                    | 95            | 60            | 48            | 35            | 25                    | 10                    |                          |                       |                         |                       |
| 13      | 140            | 110                                    | 85            | 50            | 40            | 30            | 20                    | 5                     |                          |                       |                         |                       |
| 14      | 110            | 90                                     | 65            | 40            | 32            | 25            | 15                    | 5                     |                          |                       |                         |                       |
| 15      | 100            | 80                                     | 55            | 35            | 28            | 20            | 10                    | 5                     |                          |                       |                         |                       |
| 16      | 90             | 75                                     | 50            | 30            | 24            | 20            | 5                     | 3                     |                          |                       |                         |                       |
| 17      | 85             | 70                                     | 50            | 30            | 24            | 20            | 5                     | 3                     |                          |                       |                         |                       |
| 18      | 80             | 60                                     | 50            | 30            | 24            | 20            | 5                     | 3                     |                          |                       |                         |                       |
| 19      | 70             | 55                                     | 50            | 30            | 24            | 20            | 5                     | 3                     |                          |                       |                         |                       |
| 20      | 60             | 50                                     | 50            | 30            | 24            | 20            | 5                     | 3                     |                          |                       |                         |                       |
| 21      | 50             | 50                                     | 30            | 20            | 16            | 12            | 5                     | 3                     |                          |                       |                         |                       |
| 22      | 50             | 50                                     | 30            | 20            | 16            | 12            | 5                     | 3                     |                          |                       |                         |                       |
| 23      | 50             | 50                                     | 30            | 20            | 16            | 12            | 5                     | 3                     |                          |                       |                         |                       |
| 24      | 50             | 50                                     | 30            | 20            | 16            | 12            | 5                     | 3                     |                          |                       |                         |                       |
| 25      | 50             | 50                                     | 30            | 20            | 16            | 12            | 5                     | 3                     |                          |                       |                         |                       |
| 26      | 40             | 30                                     | 30            | 20            | 16            | 12            | 5                     |                       |                          |                       |                         |                       |
| 27      | 40             | 30                                     | 30            | 20            | 16            | 12            | 5                     |                       |                          |                       |                         |                       |
| 28      | 40             | 30                                     | 30            | 20            | 16            | 12            | 5                     |                       |                          |                       |                         |                       |
| 29      | 40             | 30                                     | 30            | 20            | 16            | 12            | 5                     |                       |                          |                       |                         |                       |
| 30      | 40             | 30                                     | 30            | 20            | 16            | 12            | 5                     |                       |                          |                       |                         |                       |
| 31-40   | 35             | 25                                     | 15            | 10            | 8             | 5             | 3                     |                       |                          |                       |                         |                       |
| 41-50   | 25             | 20                                     | 15            | 10            | 8             | 5             |                       |                       |                          |                       |                         |                       |
| 51-55   | 20             | 15                                     | 10            | 5             | 4             | 2             |                       |                       |                          |                       |                         |                       |
| 56-60   | 15             | 10                                     | 5             | 3             | 2             | 1             |                       |                       |                          |                       |                         |                       |

#### Pròlegs i etapes
| Posició | Tour de França | Giro d'Itàlia Volta ciclista a Espanya | Categoria 4 | Categoria 5 | Categoria 6 | ProSeries | 2.1 | 2.2 | 2.2U | Coupe de les nacions U23 |
| ------- | -------------- | -------------------------------------- | ----------- | ----------- | ----------- | --------- | --- | --- | ---- | ------------------------ |
| 1       | 210            | 180                                    | 60          | 50          | 40          | 20        | 14  | 7   | 3    | 12                       |
| 2       | 150            | 130                                    | 40          | 30          | 25          | 15        | 5   | 3   | 1    | 8                        |
| 3       | 110            | 95                                     | 30          | 25          | 20          | 10        | 3   | 1   |      | 4                        |
| 4       | 90             | 80                                     | 25          | 20          | 15          | 5         |     |     |      |                          |
| 5       | 70             | 60                                     | 20          | 15          | 10          | 3         |     |     |      |                          |
| 6       | 55             | 45                                     | 15          | 10          | 8           |           |     |     |      |                          |
| 7       | 45             | 40                                     | 10          | 8           | 6           |           |     |     |      |                          |
| 8       | 40             | 35                                     | 8           | 6           | 3           |           |     |     |      |                          |
| 9       | 35             | 30                                     | 5           | 3           | 2           |           |     |     |      |                          |
| 10      | 30             | 25                                     | 2           | 1           | 1           |           |     |     |      |                          |
| 11      | 25             | 20                                     |             |             |             |           |     |     |      |                          |
| 12      | 20             | 15                                     |             |             |             |           |     |     |      |                          |
| 13      | 15             | 10                                     |             |             |             |           |     |     |      |                          |
| 14      | 10             | 5                                      |             |             |             |           |     |     |      |                          |
| 15      | 5              | 2                                      |             |             |             |           |     |     |      |                          |

#### Classificacions annexes de les grans voltes
| Posició | Tour de França | Giro d'Itàlia Volta ciclista a Espanya |
| ------- | -------------- | -------------------------------------- |
| 1       | 210            | 180                                    |
| 2       | 150            | 130                                    |
| 3       | 110            | 95                                     |

#### Port du maillot de leader
|               | Tour de França | Giro d'Itàlia Volta ciclista a Espanya | Categoria 4 | Categoria 5 | Categoria 6 | ProSeries | 2.1 | 2.2 | 2.1U i 2.2U | NCup |
| ------------- | -------------- | -------------------------------------- | ----------- | ----------- | ----------- | --------- | --- | --- | ----------- | ---- |
| Punts per dia | 25             | 20                                     | 10          | 8           | 6           | 5         | 3   | 1   | 1           | 1    |

#### Punts pels campionats i Jocs Olímpics
|         | Campionats del Món Jocs Oimpics | Campionats del Món Jocs Oimpics | Campionats del Món U23 | Campionats del Món U23 | Campionats continentals Jocs continentals | Campionats continentals Jocs continentals | Campionats continentals U23 | Campionats continentals U23 | Campionats nacionals | Campionats nacionals | Campionats nacionals | Campionats nacionals |
| Posició | Cursa en línia                  | Contra rellotge                 | Cursa en línia         | Contra rellotge        | Cursa en línia                            | Contra rellotge                           | Cursa en línia              | Contra rellotge             | Cursa en línia - A   | Contra rellotge - A  | Cursa en línia - B   | Contra rellotge - B  |
| 1       | 900                             | 455                             | 200                    | 125                    | 250                                       | 70                                        | 70                          | 25                          | 100                  | 50                   | 50                   | 25                   |
| 2       | 715                             | 325                             | 150                    | 85                     | 200                                       | 55                                        | 55                          | 20                          | 75                   | 30                   | 30                   | 15                   |
| 3       | 600                             | 260                             | 125                    | 70                     | 150                                       | 40                                        | 40                          | 15                          | 60                   | 20                   | 20                   | 10                   |
| 4       | 490                             | 195                             | 100                    | 60                     | 125                                       | 30                                        | 30                          | 10                          | 50                   | 15                   | 15                   | 5                    |
| 5       | 410                             | 165                             | 85                     | 50                     | 100                                       | 25                                        | 25                          | 5                           | 40                   | 10                   | 10                   | 3                    |
| 6       | 340                             | 130                             | 70                     | 40                     | 85                                        | 20                                        | 20                          | 3                           | 30                   | 5                    | 5                    |                      |
| 7       | 265                             | 110                             | 60                     | 35                     | 70                                        | 15                                        | 25                          |                             | 20                   | 3                    | 3                    |                      |
| 8       | 225                             | 90                              | 50                     | 30                     | 60                                        | 10                                        | 10                          | 10                          |                      | 3                    | 3                    |                      |
| 9       | 190                             | 80                              | 40                     | 25                     | 50                                        | 5                                         | 5                           | 5                           | 1                    | 1                    |                      |                      |
| 10      | 150                             | 65                              | 35                     | 15                     | 40                                        | 3                                         | 3                           | 3                           | 1                    | 1                    |                      |                      |
| 11      | 130                             | 55                              | 30                     | 10                     | 30                                        |                                           |                             | 3                           |                      |                      |                      |                      |
| 12      | 105                             | 40                              | 25                     | 48                     | 25                                        | 1                                         |                             |                             |                      |                      |                      |                      |
| 13      | 90                              | 30                              | 20                     | 5                      | 20                                        | 1                                         |                             |                             |                      |                      |                      |                      |
| 14      | 75                              | 25                              | 15                     | 5                      | 15                                        | 1                                         |                             |                             |                      |                      |                      |                      |
| 15      | 60                              | 20                              | 10                     | 5                      | 10                                        | 1                                         |                             |                             |                      |                      |                      |                      |
| 16      | 50                              | 15                              | 5                      | 3                      | 5                                         |                                           |                             |                             |                      |                      |                      |                      |
| 17-18   | 45                              | 10                              | 5                      | 3                      | 5                                         |                                           |                             |                             |                      |                      |                      |                      |
| 19-20   | 45                              | 5                               | 5                      | 3                      |                                           |                                           |                             |                             |                      |                      |                      |                      |
| 21      | 45                              | 3                               | 5                      |                        |                                           |                                           |                             |                             |                      |                      |                      |                      |
| 22-25   | 30                              | 3                               | 5                      |                        |                                           |                                           |                             |                             |                      |                      |                      |                      |
| 26-30   | 30                              | 3                               | 5                      |                        |                                           |                                           |                             |                             |                      |                      |                      |                      |
| 31      | 30                              | 3                               |                        |                        |                                           |                                           |                             |                             |                      |                      |                      |                      |
| 32-36   | 15                              | 3                               |                        |                        |                                           |                                           |                             |                             |                      |                      |                      |                      |

## Equips

### Equips actuals (2025)
| Codi UCI | Equip                      | País                | Bicicleta        | Ref.   |
| -------- | -------------------------- | ------------------- | ---------------- | ------ |
| ADC      | Alpecin-Deceuninck         | Bèlgica             | Canyon           | [ 3 ]  |
| ARK      | Arkéa-B&B Hotels           | França              | Bianchi          | [ 4 ]  |
| TBV      | Bahrain Victorious         | Bahrain             | Merida           | [ 5 ]  |
| COF      | Cofidis                    | França              | Look             | [ 6 ]  |
| DAT      | Decathlon-AG2R La Mondiale | França              | Van Rysel        | [ 7 ]  |
| EFE      | EF Education-EasyPost      | Estats Units        | Cannondale       | [ 8 ]  |
| GFC      | Groupama-FDJ               | França              | Wilier Triestina | [ 9 ]  |
| IGD      | Ineos Grenadiers           | Regne Unit          | Pinarello        | [ 10 ] |
| IWA      | Intermarché-Wanty          | Bèlgica             | Cube             | [ 11 ] |
| LTK      | Lidl-Trek                  | Estats Units        | Trek             | [ 12 ] |
| MOV      | Movistar Team              | Espanya             | Canyon           | [ 13 ] |
| RBH      | Red Bull-Bora-Hansgrohe    | Alemanya            | Specialized      | [ 14 ] |
| SOQ      | Soudal Quick-Step          | Bèlgica             | Specialized      | [ 15 ] |
| JAY      | Team Jayco AlUla           | Austràlia           | Giant            | [ 16 ] |
| TPP      | Team Picnic PostNL         | Països Baixos       | Lapierre         | [ 17 ] |
| TVL      | Team Visma-Lease a Bike    | Països Baixos       | Cervélo          | [ 18 ] |
| UAD      | UAE Team Emirates XRG      | Emirats Àrabs Units | Colnago          | [ 19 ] |
| XAT      | XDS Astana Team            | Kazakhstan          | XDS              | [ 20 ] |

### Antics equips
| Codi | Equip                       | País                   | Anys a l'UCI WorldTour |
| ---- | --------------------------- | ---------------------- | ---------------------- |
| CAN  | Cannondale Pro Cycling Team | Itàlia                 | 2009-2014              |
| CCC  | BMC Racing CCC Team         | Estats Units · Polònia | 2011-2020              |
| COF  | Cofidis                     | França                 | 2009                   |
| EUC  | Team Europcar               | França                 | 2009, 2014             |
| EUS  | Euskaltel-Euskadi           | País Basc              | 2009-2013              |
| FOT  | Footon-Servetto             | Espanya                | 2009-2010              |
| THR  | Team HTC-High Road          | Estats Units           | 2009-2011              |
| IAM  | IAM Cycling                 | Suïssa                 | 2015-2016              |
| MRM  | Milram                      | Alemanya               | 2009-2010              |
| RSH  | Team RadioShack             | Estats Units           | 2010-2011              |
| TCS  | Team Tinkoff                | Rússia                 | 2009-2016              |
| TKA  | Katusha-Alpecin             | Rússia                 | 2009-2019              |
| VCD  | Vacansoleil-DCM             | Països Baixos          | 2011-2013              |
| TQA  | Team Qhubeka                | Sud-àfrica             | 2016-2021              |
| LTS  | Lotto-Soudal                | Bèlgica                | 2011-2022              |
| IPT  | Israel Start-Up Nation      | Israel                 | 2020-2022              |

## Resultats

### Classificació individual
A partir del 2019 les classificacions World Tour no es calculen i són reemplaçades per la classifcació mundial UCI.
| Any  | 1r                                             | 2n                                          | 3r                                         | 4t                                          | 5è                                            |
| ---- | ---------------------------------------------- | ------------------------------------------- | ------------------------------------------ | ------------------------------------------- | --------------------------------------------- |
| 2009 | Alberto Contador (ESP) · Astana Qazaqstan Team | Alejandro Valverde (ESP) · Caisse d'Epargne | Samuel Sánchez (ESP) · Euskaltel–Euskadi   | Andy Schleck (LUX) · Team Saxo Bank         | Cadel Evans (AUS) · Silence-Lotto             |
| 2010 | Joaquim Rodríguez (CAT) · Team Katusha         | Philippe Gilbert (BEL) · Omega Pharma-Lotto | Luis León Sánchez (ESP) · Caisse d'Epargne | Cadel Evans (AUS) · BMC Racing Team         | Vincenzo Nibali (ITA) · Liquigas              |
| 2011 | Philippe Gilbert (BEL) · Omega Pharma-Lotto    | Cadel Evans (AUS) · BMC Racing Team         | Joaquim Rodríguez (CAT) · Team Katusha     | Michele Scarponi (ITA) · Lampre-ISD         | Tony Martin (GER) · Team HTC-High Road        |
| 2012 | Joaquim Rodríguez (CAT) · Team Katusha         | Bradley Wiggins (GBR) · Team Sky            | Tom Boonen (BEL) · Omega Pharma-Quick Step | Vincenzo Nibali (ITA) · Liquigas-Cannondale | Alejandro Valverde (ESP) · Movistar Team      |
| 2013 | Joaquim Rodríguez (CAT) · Team Katusha         | Chris Froome (GBR) · Team Sky               | Alejandro Valverde (ESP) · Movistar Team   | Peter Sagan (SVK) · Cannondale              | Vincenzo Nibali (ITA) · Astana Qazaqstan Team |
| 2014 | Alejandro Valverde (ESP) · Movistar Team       | Alberto Contador (ESP) · Team Tinkoff-Saxo  | Simon Gerrans (AUS) · Orica-GreenEDGE      | Rui Costa (POR) · Lampre-Merida             | Vincenzo Nibali (ITA) · Astana Qazaqstan Team |
| 2015 | Alejandro Valverde (ESP) · Movistar Team       | Joaquim Rodríguez (CAT) · Team Katusha      | Nairo Quintana (COL) · Movistar Team       | Alexander Kristoff (NOR) · Team Katusha     | Fabio Aru (ITA) · Astana Qazaqstan Team       |
| 2016 | Peter Sagan (SVK) · Team Tinkoff               | Nairo Quintana (COL) · Movistar Team        | Chris Froome (GBR) · Team Sky              | Alejandro Valverde (ESP) · Movistar Team    | Alberto Contador (ESP) · Team Tinkoff         |
| 2017 | Greg Van Avermaet (BEL) · BMC Racing Team      | Chris Froome (GBR) · Team Sky               | Tom Dumoulin (NED) · Team Sunweb           | Peter Sagan (SVK) · Bora-Hansgrohe          | Vincenzo Nibali (ITA) · Bahrain-Merida        |
| 2018 | Simon Yates (GBR) · Mitchelton-Scott           | Peter Sagan (SVK) · Bora-Hansgrohe          | Alejandro Valverde (ESP) · Movistar Team   | Geraint Thomas (GBR) · Team Sky             | Greg Van Avermaet (BEL) · BMC Racing Team     |

### Classificació per equips
| Any  | 1r                    | 2n                | 3r                  |
| ---- | --------------------- | ----------------- | ------------------- |
| 2009 | Astana Qazaqstan Team | Caisse d'Epargne  | Team HTC-High Road  |
| 2010 | Team Saxo Bank        | Liquigas          | Rabobank ProTeam    |
| 2011 | Omega Pharma-Lotto    | Team Sky          | Leopard Trek        |
| 2012 | Team Sky              | Team Katusha      | Liquigas-Cannondale |
| 2013 | Movistar Team         | Team Sky          | Team Katusha        |
| 2014 | Movistar Team         | BMC Racing Team   | Team Tinkoff-Saxo   |
| 2015 | Movistar Team         | Team Katusha      | Team Sky            |
| 2016 | Movistar Team         | Team Tinkoff      | Team Sky            |
| 2017 | Team Sky              | Quick-Step Floors | BMC Racing Team     |
| 2018 | Quick-Step Floors     | Team Sky          | Bora-Hansgrohe      |

### Classificació per països
| Any  | 1r      | 2n         | 3r         |
| ---- | ------- | ---------- | ---------- |
| 2009 | Espanya | Itàlia     | Austràlia  |
| 2010 | Espanya | Itàlia     | Bèlgica    |
| 2011 | Itàlia  | Bèlgica    | Austràlia  |
| 2012 | Espanya | Regne Unit | Itàlia     |
| 2013 | Espanya | Itàlia     | Colòmbia   |
| 2014 | Espanya | Itàlia     | Bèlgica    |
| 2015 | Espanya | Itàlia     | Colòmbia   |
| 2016 | Espanya | Colòmbia   | Regne Unit |